# Plate-forme de forage
Une plateforme de forage est une installation industrielle où les tiges de forage sont assemblées et la boue de forage injectée.
On distingue plusieurs types :
- plate-forme pétrolière offshore ;
- plate-forme onshore ;
- plate-forme mobile de forage :
  - sur véhicule (foreuse), typiquement pour la géotechnique ou les micropieux en génie civil,
  - navire de forage.
- Prelude FLNG